# In the Mood
In the Mood ist ein Instrumental, das 1939 durch den US-amerikanischen Big-Band-Leader Glenn Miller bekannt wurde. Es ist eines der bekanntesten Stücke der Swing-Ära und wurde zum Jazzstandard. 

## Entstehungsgeschichte

Edgar Hayes - In The Mood

Die Herkunft des Songs ist unter Musikwissenschaftlern umstritten. In der heute durch Glenn Miller bekannten Fassung wurde das Lied, dessen Kopfthema das zwölftaktige Bluesschema verwendet, von Joe Garland komponiert und von Eddie Durham arrangiert; der Text stammt von Andy Razaf. Das Hauptthema basiert auf einem Riff, der zunächst unter dem Titel Tar Paper Stomp bekannt wurde, der am 28. August 1930 von dem Jazz-Trompeter Wingy Manone unter dem Bandnamen Barbecue Joe & His Hot Dogs aufgenommen wurde. Angeblich hat Miller Manone dafür bezahlt, dass dieser das Urheberrecht für In the Mood nicht beanspruchte.
Nach Donald Clarkes Enzyklopädie glaubte der britische Journalist C. H. Rolph, den Titel schon 1919 von einem Kinoorchester gespielt gehört zu haben. Nach Angaben auf der Website History-of-Rock.com hatten auch die Brüder Leonard, Charlie und Isaac „Ike“ Everly – Vater und Onkel der Everly Brothers – eine Eigenkomposition mit dem Titel That's the Mood I'm In im Repertoire, die Bluegrass und Ragtime miteinander kombinierte und offenbar dem späteren In the Mood sehr ähnlich ist.

Glenn Miller & His Orchestra - In The Mood

Der Riff erscheint auch in Fletcher Hendersons Aufnahme von Hot and Anxious (aufgenommen im Mai 1931 unter dem Titel Baltimore Bell Hops), arrangiert von Fletchers Bruder Horace und Don Redman. Garland hat diesen Riff weiter bearbeitet. Eine frühe Version hat er zunächst 1935 mit Lucky Millinder und dessen Mills Blue Rhythm Band unter dem Titel There's Rhythm in Harlem aufgenommen. Im Februar 1938 entstand dann die erste Aufnahme unter dem Titel In the Mood mit dem Orchester von Edgar Hayes, mit Kenny Clarke am Schlagzeug, veröffentlicht im Juni 1939. Die Version von Hayes stellt die Urfassung der Garland-Komposition dar, für die er erst 1939 das Urheberrecht sichern ließ.
Erst in diesem Jahr entstand auch ein selten zu hörender Text durch den Fats-Waller-Texter Andy Razaf. Es folgte eine von Joe Marsala unter dem Titel Hot String Beans im März 1938 aufgenommene Version, bei der als Komponist lediglich Garland angegeben ist. Eine weitere Fassung spielte im Dezember 1938 Artie Shaw für den Rundfunk ein. Bei Shaw ist erstmals das rhythmische „drei gegen vier“ – über ein gerades Metrum werden Dreiton-Arpeggien wiederholt – herauszuhören.
Am 1. August 1939, vier Wochen vor Ausbruch des Zweiten Weltkriegs, wurde die Hitversion von Glenn Miller aufgenommen, während das Orchester drei Monate im Glen Island Casino auf Long Island gastierte. Das Stück beginnt mit einem Unisono in den Saxophonen, in das nach drei Takten Trompeten und Posaunen einfallen. Der Soloteil lässt sich in zwei Hauptteile gliedern: ein „Tenor battle“, das auf der definitiven Aufnahme von Tex Beneke und Al Klink gespielt wurde, sowie ein Trompeten-Solo. Im bekannten An- und Abschwellen der Riffs, dem so genannten cat-and-mouse-teaser (Katz-und-Maus-Spiel) lag wohl das Geheimnis des Erfolges der Miller-Version, die im Oktober 1939 in die US-Charts kam, dort für zwölf Wochen auf Platz eins notierte und zum Millionenseller wurde.
Dann begann der weltweite Erfolg dieses heutigen Evergreens. In Australien war das Stück 1942 für fünf Monate auf Platz 1 der Charts. Der Song wurde 1983 in die Grammy Hall of Fame sowie in das National Recording Registry der Library of Congress aufgenommen.

## Coverversionen
Das Stück wurde von vielen Big-Bands und Jazz-Musikern aufgenommen. Benny Goodman spielte die Nummer am 6. Dezember 1939 im Waldorf-Astoria in New York. Eine weitere US-Adaption entstand am 18. Januar 1940 von Teddy Wilson and his Orchestra. Bereits im selben Jahr wurden die ersten Schellack-Interpretationen in europäischen Aufnahmestudios eingespielt. 
Im April 1940 nahm Teddy Stauffer und seine Original Teddies den Titel in Zürich auf, und im Februar 1941 wurde eine weitere Interpretation durch Ernst van’t Hoff für Polydor in Berlin eingespielt. Im Oktober 1941 wurde in einem englischen Studio Joe Loss and his Orchestra für eine weitere Version bei His Master’s Voice aufgenommen. Weitere Interpreten waren The Andrews Sisters, Xavier Cugat, Tommy Dorsey, Lubo D’Orio (1947), Duke Ellington (1954) und Artie Shaw.
Außerdem wurde das Stück ohne Big Band aufgenommen. Wichtige Interpreten hierbei waren Chet Atkins (1956), Bill Haley & His Comets, Jerry Lee Lewis und Ernie Fields (1959), dessen Version auf Platz 4 der US-Charts landete. Weitere Aufnahmen stammen von Johnny Maddox (1953), Jonathan King (1976), Bette Midler (1973) sowie Matchbox (1977) und Bad Manners.
1951 wurde In the Mood auf einem Ferranti Mark I Computer der University of Manchester gespielt und aufgenommen. Die Aufnahme war die erste eines von einem Computer gespielten Liedes.
Bei dem – von Zitaten angereicherten – Beatles-Hit All You Need Is Love, live in den Abbey Road Studios gespielt als britischer Beitrag zur weltweiten Sendung Our World am 25. Juni 1967, ist der berühmte Riff in der Fadeout-Phase am Schluss zu hören. Elton John übernahm im September 1976 einen großen Teil des Liedes in seinen Hit Bennie and the Jets. 
Eine eher humoristische Version wurde im Januar 1977 von Ray Stevens veröffentlicht, der das Lied mit dem Gackern von Hennen aufnahm. Das Stück wurde in dieser Version ein Top 40 Hit in den USA und Großbritannien. Angeregt durch die erneute Popularität des Liedes nahm das Glenn-Miller-Orchester das Lied erneut auf und gelangte damit in die Easy-Listening-Charts. Der Saxophonist Al Klink verfügte, dass diese Version auf seiner Beerdigung gespielt wird.
Im Oktober 1989 wurde das Stück durch ein Remix des Musikprojektes Jive Bunny & the Mastermixers unter dem Titel Swing the Mood erneut populär.
1995 veröffentlichte Prince eine Liveversion des Songs, die vom 8. September 1993 stammt und nur auf der Laserdisc und Videokassette mit Namen The Sacrifice of Victor zu finden ist.
2016 spielte Raimund Burke, unter der Bezeichnung The Raimund Burke Orchestra, eine CD mit 15 Hits der Glenn-Miller-Bigband ein, darunter auch In the Mood – und zwar mit 14 E-Gitarren, die er alle selbst spielte.